# Тастыозек (Акмолинская область)
Тастыозе́к (каз. Тастыөзек, до 2007 г. — Кра́сный Кордо́н) — аул в Буландынском районе Акмолинской области Казахстана. Входит в состав Вознесенского сельского округа. Код КАТО — 114031500.

## География
Аул расположен в восточной части района, в верховьях пересыхающей в летнее время  реки Тасты-озек, среди лесных массивов Отрадного ЛХПП, на расстоянии примерно 27 километров (по прямой) к югу от административного центра района — города Макинск, в 11 километрах к востоку от административного центра сельского округа — села Вознесенка.
Абсолютная высота — 361 метров над уровнем моря.
Ближайшие населённые пункты: село Вознесенка — на западе, село Улытоган — на юге.
Близ аула проходит проселочная дорога, с выходами на автодорогу областного значения КС-1 (Жалтыр — Макинск) в сторону Вознесенки, и на автодорогу А-1 (Астана — Щучинск) в сторону Алтынды через Никольское.

## История
Основан в досоветское время как лесной кордон на территории Буландинского лесничества Кокчетавского уезда.
Постановлением Акимата Акмолинской области от 27 апреля 2007 года № а-5/145 и решением Акмолинского областного Маслихата от 27 апреля 2007 года № ЗС-26-13 «О переименовании некоторых населенных пунктов Акмолинской области по Буландынскому и Аршалынскому районам», зарегистрированное Департаментом юстиции Акмолинской области 25 мая 2007 года № 3223 — село Красный Кардон Вознесенского сельского округа в село Тастыозек.

## Население
В 1989 году население аула составляло 515 человек (из них русские — 48%).
В 1999 году население аула составляло 561 человек (266 мужчин и 295 женщин). По данным переписи 2009 года, в ауле проживало 426 человек (206 мужчин и 220 женщин).
| Численность населения | Численность населения | Численность населения |
| 1989                  | 1999                  | 2009                  |
| --------------------- | --------------------- | --------------------- |
| 515                   | ↗561                  | ↘426                  |

## Инфраструктура
В ауле функционируют:
- Тастыозекская общеобразовательная основная школа;
- Детский сад «Бота»;
- 2 частных магазинов;
- Сельский клуб.

## Улицы[7]
- ул. Достык
- ул. Заречная
- ул. Лесная